# Verenakirche
Verenakirche bzw. Verenakapellen sind Kirchengebäude, welche nach der hl. Verena benannt sind.
Dies sind zum Beispiel die römisch-katholischen Kirchen:
in Deutschland
- Verenakirche Sulzbach in Aichach-Sulzbach
- Verenakirche Bad Wurzach, Bad Wurzach
- St. Verena in Dautmergen
- St. Verena (Fischen im Allgäu)
- Verenakirche Hüfingen, Hüfingen
- St. Verena (Kehlen) in Meckenbeuren
- St. Verena Konstanz-Dettingen, Dettingen-Wallhausen
- Kirche St. Verena (Lindau) in Reutin
- St. Verena (Roggenbeuren)
- Klosterkirche St. Verena (Rot an der Rot)
- Verenakirche Straßberg (Hohenzollern)

in Frankreich
- Ste-Vérène (Enchenberg), bei Bitche in Lothringen

in Italien
- St. Verena in Rotwand, Ritten (Südtirol)

in der Schweiz
- Verenamünster (Zurzach), Bad Zurzach
- St. Verena und Mauritius (Zurzach), Bad Zurzach
- Verenakapelle Magdenau beim Kloster Magdenau, Degersheim, Kanton St. Gallen
- Verenakapelle (Domat/Ems), Kapelle in Domat/Ems, Kanton Graubünden
- Verenakapelle zu Herznach, Herznach im Fricktal
- St. Verena Gonten, Pfarrkirche in Gonten, Kanton Appenzell Innerrhoden
- St. Verena (Müllheim TG), evangelisch-reformierte Kirche
- St. Verena (Rickenbach), Pfarrkirche in Rickenbach, Kanton Thurgau
- St. Verena (Risch), Kirche in Risch, Kanton Zug
- Verenakapelle (Aettenschwil) bei Sins
- Einsiedelei Sankt Verena bei Solothurn
- St. Verena (Stäfa), Pfarrkirche in Stäfa, Kanton Zürich
- St. Verena (Wollerau), Pfarrkirche in Wollerau, Kanton Schwyz
- Verenakapelle am Zugerberg, Zug
- Konvent St. Verena, Zürich

Auch einige koptische Kirchen tragen dieses Patrozinium:
- Mauritius und Verena, Kairo
- Saint Mary & Saint Verena's, Anaheim, Kalifornien